# Naters
Naters (toponimo tedesco) è un comune svizzero di 10 290 abitanti (2020) del Canton Vallese, nel distretto di Briga.

## Storia
Nel 2013 Naters ha inglobato i comuni soppressi di Birgisch e Mund.

## Monumenti e luoghi d'interesse
- Chiesa parrocchiale cattolica di San Maurizio, attestata dal 1018 e ricostruita nel 1659-1664 (tranne il campanile romanico, eretto nel XII secolo)[1].

## Società

### Evoluzione demografica
L'evoluzione demografica è riportata nella seguente tabella:
Abitanti censiti

## Geografia antropica

### Frazioni
- Birgisch[3]
  - Oberbirgisch
  - Unterbirgisch
- Blatten[1]
- Geimen[1]
- Hegdorn[1]
- Mehlbaum[1]
- Mund[4]
  - Bodmen
  - Ferchen
- Rischinen[1]

## Amministrazione
Ogni famiglia originaria del luogo fa parte del cosiddetto comune patriziale e ha la responsabilità della manutenzione di ogni bene ricadente all'interno dei confini del comune.